# Duilius bagdada
Duilius bagdada är en insektsart som beskrevs av Dlabola 1954. Duilius bagdada ingår i släktet Duilius och familjen kilstritar. Inga underarter finns listade i Catalogue of Life.